# Una imagen vale más que mil palabras
«Una imagen vale más que mil palabras» es un adagio en varios idiomas que afirma que una sola imagen fija (o cualquier tipo de representación visual) puede transmitir ideas complejas (y a veces, múltiples) o un significado o la esencia de algo de manera más efectiva que una mera descripción verbal o textual. 
A las imágenes se les atribuye mayor objetividad que a las palabras. Sin embargo, la fotógrafa y filósofa Susan Sontag, autora de Sobre la fotografía, comenta: «Que las fotografías sean a menudo elogiadas por su veracidad, su honradez, indica que la mayor parte de las fotografía, desde luego, no son veraces». Sí es cierto que las imágenes transmiten mejor las ideas, ello está avalado por la ciencia, pero no se debe caer en el error de pensar que es un medio de comunicación más veraz.

## Historia
Se atribuye al dramaturgo y poeta noruego Henrik Ibsen: «Mil palabras no dejan la misma impresión profunda que una sola acción». Después de su muerte en 1906, esta cita fue plagiada y parafraseada en lo que sabemos ahora. En marzo de 1911, el Syracuse Advertising Men's Club celebró un banquete para discutir periodismo y publicidad. En un artículo sobre The Post-Standard que cubre este evento, el autor citó a Arthur Brisbane diciendo: «Usa una imagen. Vale más que mil palabras». 
Una frase similar es «Una mirada vale más que mil palabras», que hace referencia a la comunicación no verbal y al poder de una mirada frente a mera palabra. Aparece en un anuncio de periódico de 1913 para la Casa de suministro de automóviles Piqua (en Piqua, Ohio).

El uso escrito más temprano de la frase exacta aparece en un anuncio de periódico de 1918 para el diario San Antonio Light, que dice:
Uno de los mejores editores de la nación dice:
Una imagen vale mil palabras
La revista pictórica de la guerra de San Antonio Light
Ejemplifica la verdad de la declaración anterior, a juzgar por el cálido

La recepción que ha recibido a manos de los lectores de Sunday Light.
El uso moderno de la frase generalmente se atribuye a Fred R. Barnard. Barnard escribió esta frase en la revista comercial de publicidad Printers 'Ink, promoviendo el uso de imágenes en anuncios que aparecían en los costados de los tranvías. La edición del 8 de diciembre de 1921 lleva un anuncio titulado «Una mirada vale más que mil palabras». Otro anuncio de Barnard aparece en el número del 10 de marzo de 1927 con la frase «Una imagen vale diez mil palabras», donde está etiquetado como un proverbio chino. El libro casero de Proverbios, máximas y frases familiares de 1949 cita a Barnard diciendo que lo llamó «un proverbio chino, para que la gente lo tome en serio». No obstante, el proverbio poco después se atribuyó popularmente a Confucio. La expresión china real «Escuchar algo cientos de veces no es mejor que verla una vez» (百闻不如一见, p bǎi wén bù rú yī jiàn) a veces se presenta como un equivalente, ya que «Una muestra de Watts vale cien refranes». Esto fue publicado ya en 1966 discutiendo la persuasión y la venta en un libro sobre diseño de ingeniería.

### Equivalentes históricos
A pesar de este origen moderno de la frase popular, el sentimiento ha sido expresado por escritores anteriores. Por ejemplo, Leonardo da Vinci escribió que un poeta sería «vencido por el sueño y el hambre antes de [poder] describir con palabras lo que un pintor puede [representar] en un instante». El escritor ruso Iván Turguénev escribió en 1861: «El dibujo me muestra de un vistazo lo que podría extenderse en diez páginas en un libro». La cita a veces se atribuye a Napoleón Bonaparte, quien dijo «Un buen bosquejo es mejor que un discurso largo» (en francés: Un bon croquis vaut mieux qu'un long disours). Esto a veces se traduce hoy como «Una imagen vale más que mil palabras».

## Aval científico

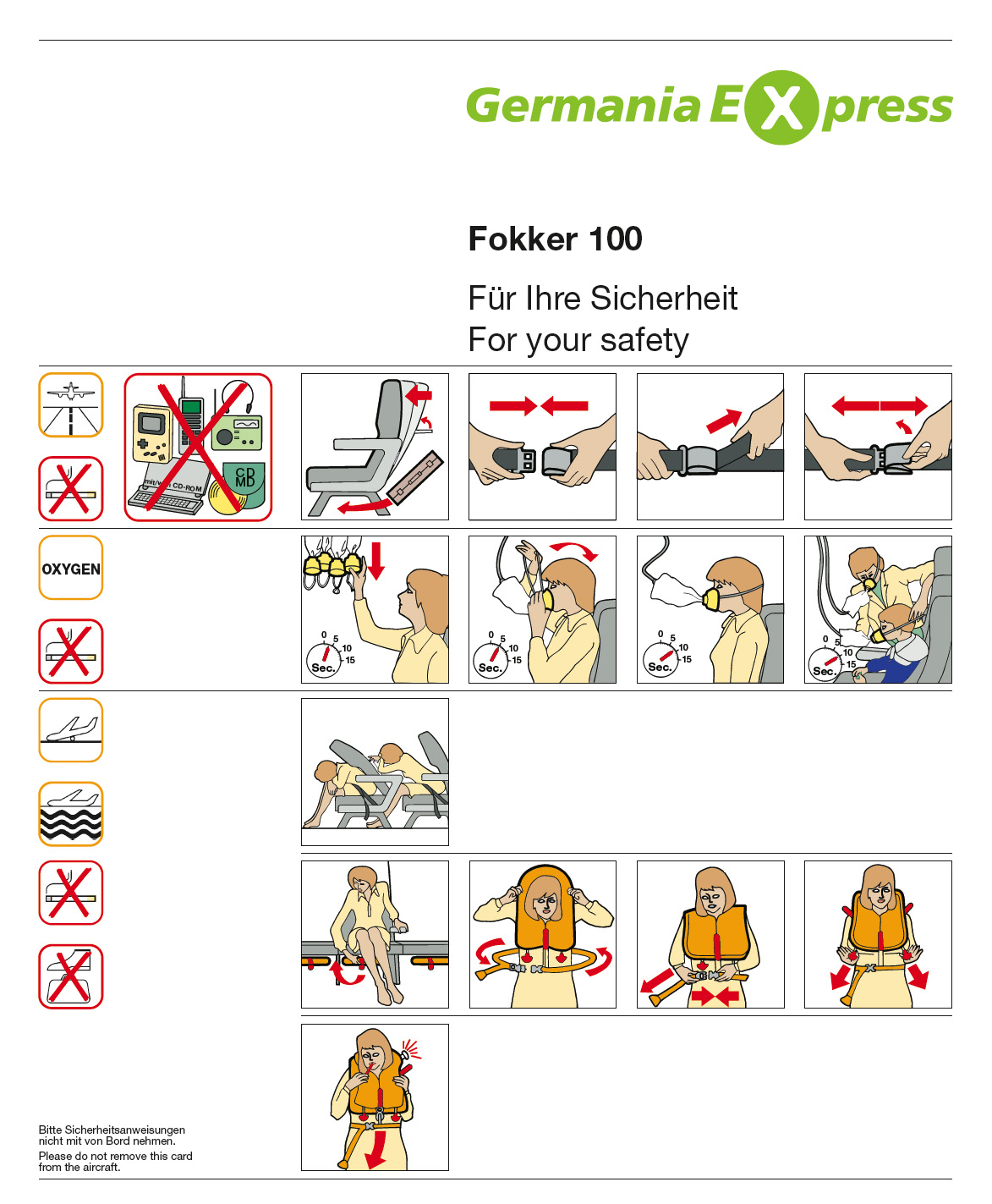
Las instrucciones de seguridad frecuentemente incluyen imágenes, puesto que son más descriptivas que el texto.

Al parecer, este refrán puede tener un origen biológico. Varios estudios han demostrado que para el cerebro humano resulta más fácil comprender imágenes que un conjunto de palabras, que al fin y al cabo son símbolos y requieren mayor entendimiento intelectual. Las imágenes también son eficaces a la hora de comunicar una idea, esté o no hablándose el mismo idioma.
Un estudio neurocientífico realizado en 2013 por el MIT demostró que el cerebro humano es capaz de procesar imágenes enteras que ve por el ojo en 13 ms (milisegundos), que equivaldría a 75 fps (fotogramas por segundo). Después de que la entrada visual llega a la retina, la información fluye hacia el cerebro, donde se procesa información como la forma, el color y la orientación. El estudio ofrece evidencia de que el flujo unidireccional de la información (desde la retina a los centros de procesamiento visual en el cerebro) es suficiente para que el cerebro identifique conceptos sin tener que realizar ningún procesamiento mental adicional.
Varios estudios científicos han demostrado que con la inclusión de imágenes en un anuncio se puede exponenciar el efecto atractivo (o repelente) de un producto. Un estudio llevado a cabo por la Universidad de Ohio, en el que participaron 1.932 personas y fue dirigido por Ellen Peters demostró que los paquetes de tabaco que incluían imágenes fatalistas además de simples advertencias textuales provocaban una mayor reacción emocional, además de ser más fáciles de recordar.
En un estudio de 2017, investigadores de la universidad de Durham, Reino Unido, estudiaron el efecto que generaba en 671 comensales la inclusión de fotos en menús de restaurante. Observaron que, por razones socioculturales, se tiende a asociar el menú con fotografías a un restaurante de gama baja, mientras que los menús con sólo texto se solían identificar con restaurantes de gama alta. El resultado del estudio es que los platos con nombres descriptivos, como «helado de chocolate», con una foto al lado, harán que el comensal sea más propenso a comprarlo, mientras que para platos con nombres ambiguos, como «Vals sobre el hielo», la inclusión de fotos tenía un efecto opuesto. También si se incluían adjetivos del tipo «pollo tierno», ya que el cliente juzgará si el plato es realmente «tierno» según esa imagen. La conclusión fue que para incluir imágenes en un menú, se debe considerar su relación con el texto, aunque por lo general, el uso de mensajes visuales en los menús es favorable para aumentar la venta.

## Tono irónico
En política (entre otros campos) se aprovecha esta frase recurrentemente con tono irónico para denunciar un algún tipo de hecho hipócrita o falsa promesa, para expresar que «las acciones valen más que las palabras» (variantes: «los hechos valen más que las palabras» o «vale lo que se hace, no lo que se dice»).

## Mercadotecnia
Esta frase se usa frecuentemente en los entornos del marketing, el diseño y la comunicación visual y audiovisual, sobre todo tras la Era Digital, en la que se ha extendido y normalizado una cultura de la imagen. Las técnicas del marketing digital para «viralizar» contenidos incluyen como norma general un producto fuertemente basado en las imágenes, más que en las palabras.

## Cultura popular
- La frase ha sido parodiada por el informático estadounidense John McCarthy, para hacer el punto opuesto: «Como dicen los chinos, 1001 palabras valen más que una imagen».[15]

## Galería

Ejemplos reales de «una imagen vale más que mil palabras»
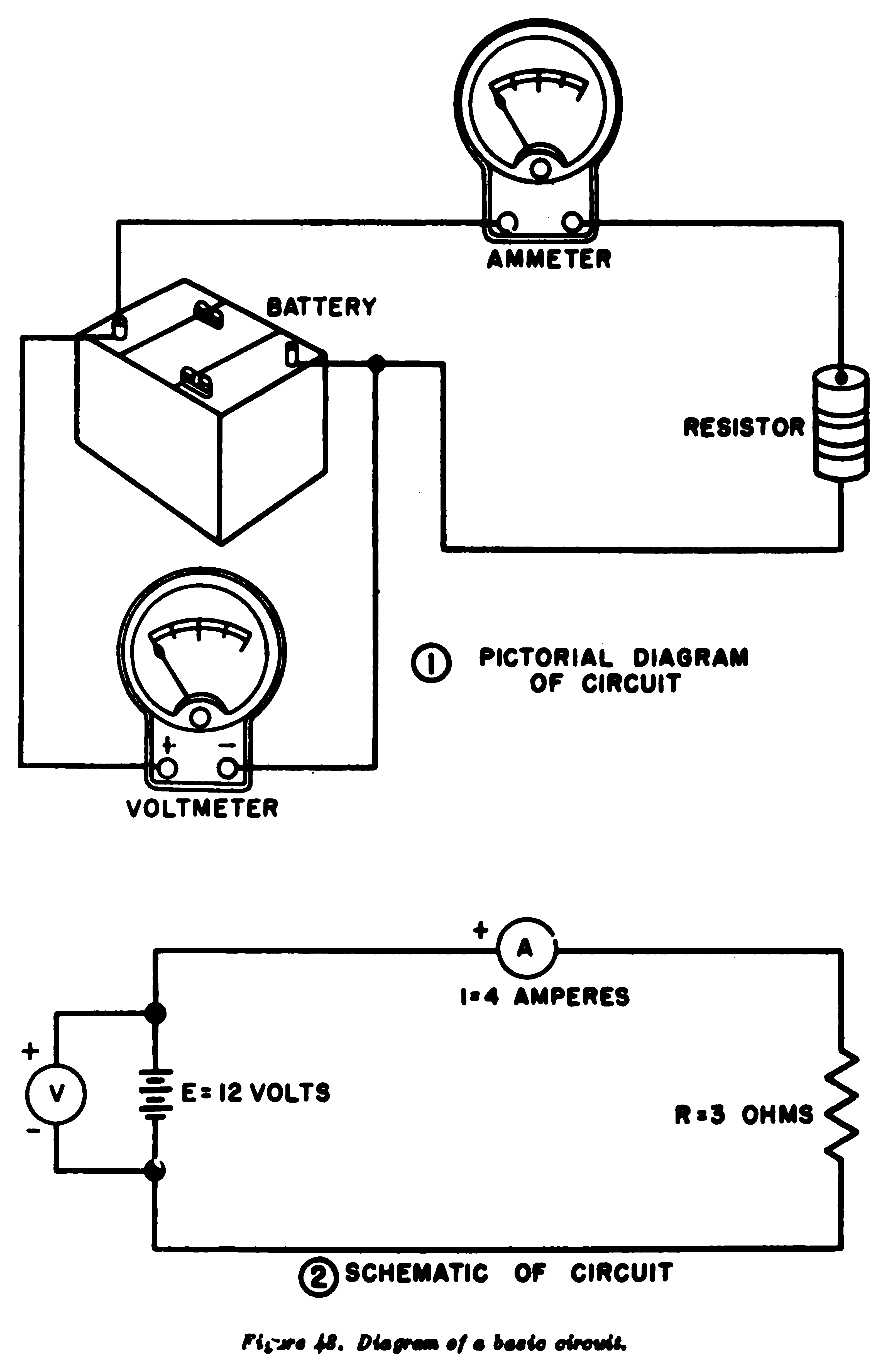
Los diagrama electrónico y otros tipos de esquematizaciones  (mapas conceptuales, gráficas...) son fundamentales para la mejor comprensión del funcionamiento de los circuitos electricos y otros conocimientos complejos.
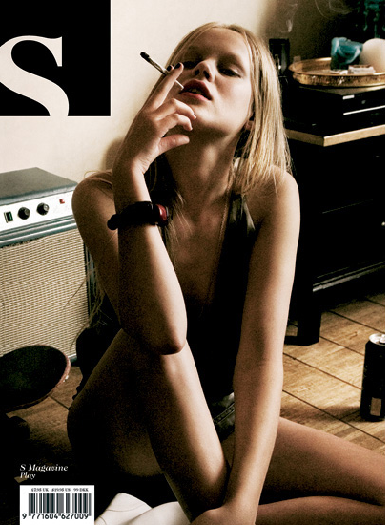
Portada de la revista S Magazine (2007). Numerosos autores en el último siglo han escrito sobre el poder de las imágenes y su mensaje connotativo y sugestivo.
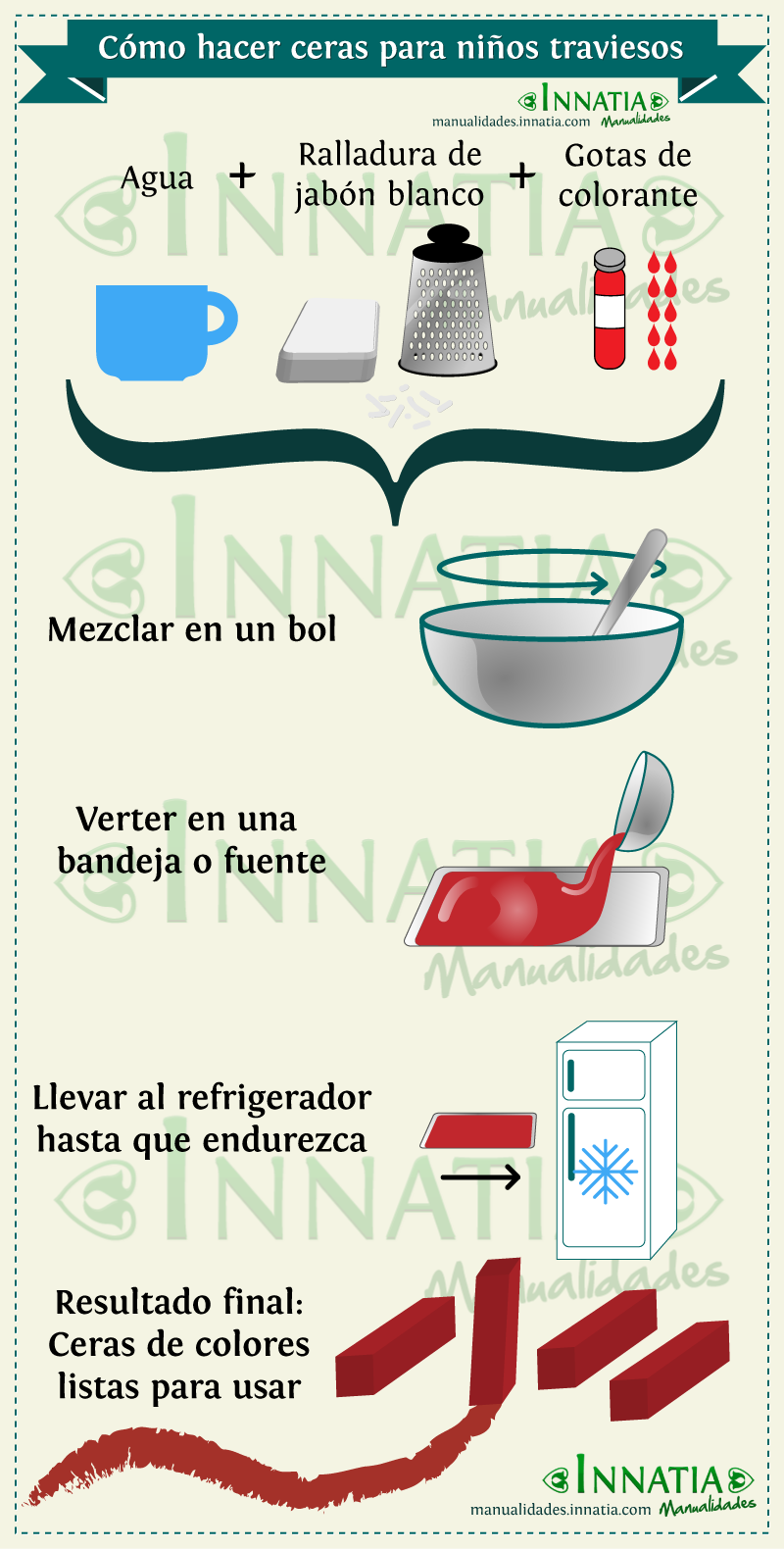
Las infografías son formas visualmente atractivas de explicar información técnica. En imagen «Infografia sobre como hacer ceras».
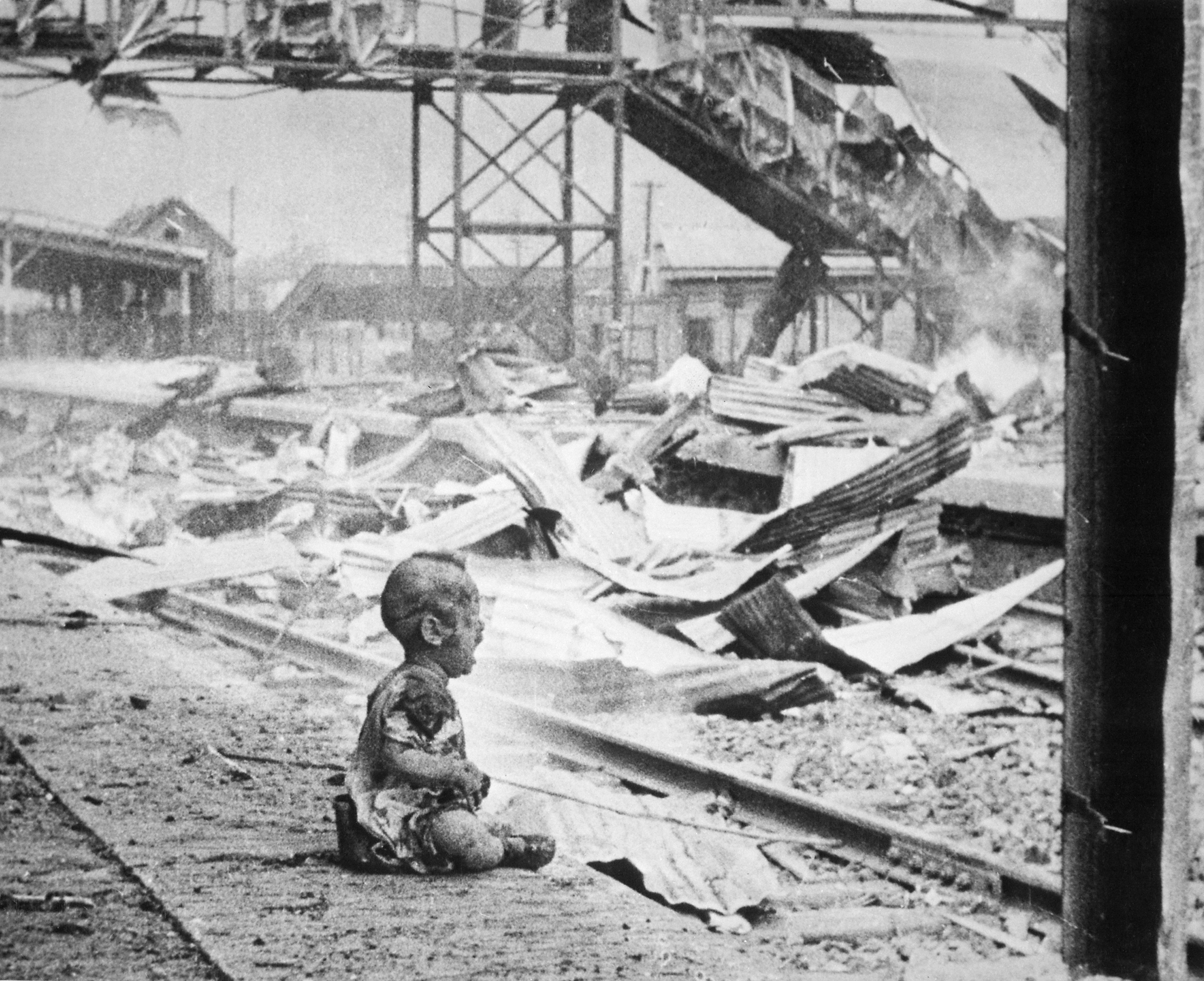
A lo largo de su breve pero intensa historia, la fotografía ha servido para difundir injusticias y crímenes con una repercusión nunca antes vista en la época prefotográfica, cuando predominaba el mensaje escrito. En imagen, la icónica fotografía Sábado Sangriento, de H.S. Wong, que dio la vuelta al mundo en 1937.
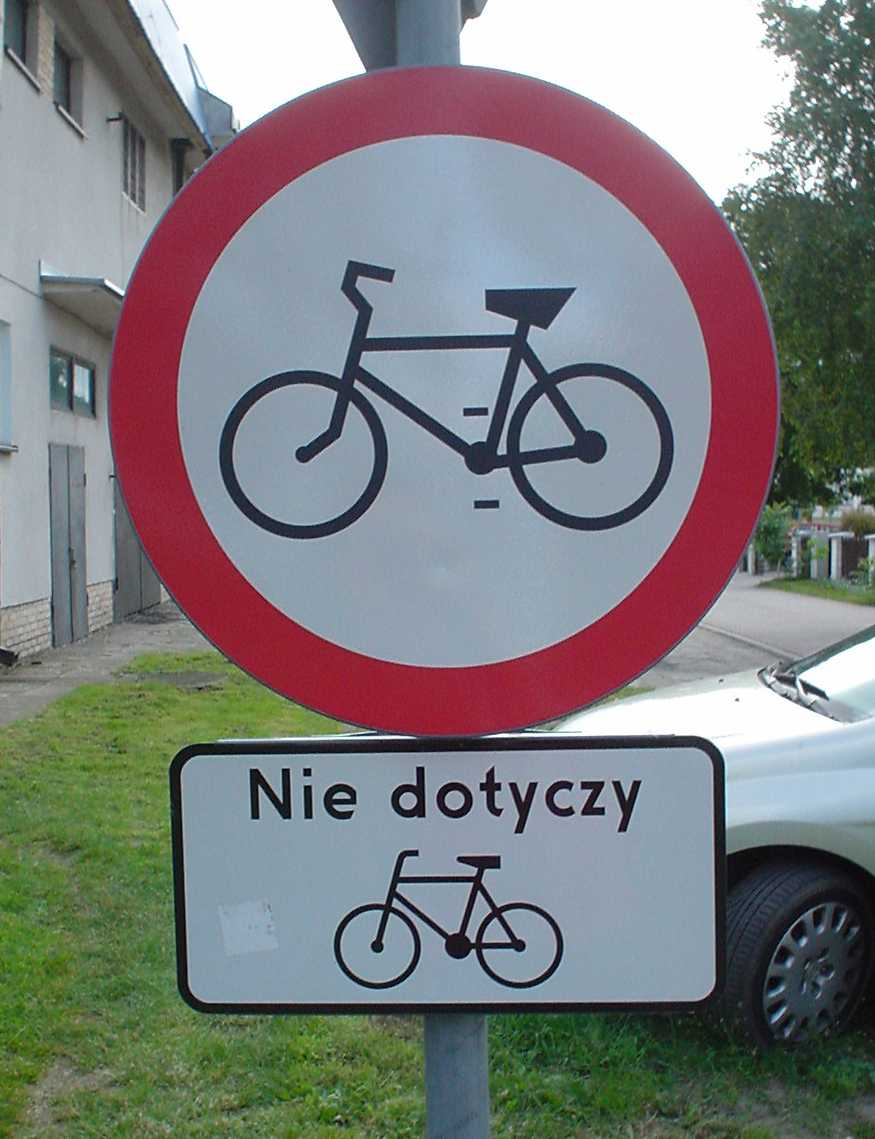
La mayoría de señales de tráfico se basan en iconos, que son representaciones visuales simplificadas al máximo
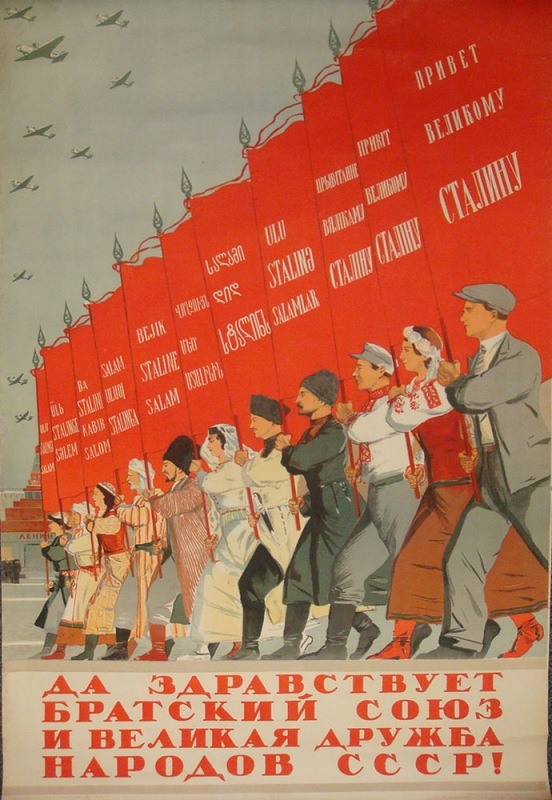
La manifestación visual más importante de la propaganda es el cartelismo político. Jugó un papel esencial durante ambas Guerras Mundiales.